# NGC 7464
NGC 7464 (другие обозначения — PGC 70292, UGC 12315, MCG 3-58-23, ZWG 453.49, ARAK 573, KUG 2259+157B) — эллиптическая галактика (E1) в созвездии Пегас.
Этот объект входит в число перечисленных в оригинальной редакции «Нового общего каталога».